# Testacoda
Il testacoda è una rapida rotazione di un'automobile intorno all'asse verticale, che avviene in determinate circostanze quando il guidatore ne perde il controllo.

## Definizione

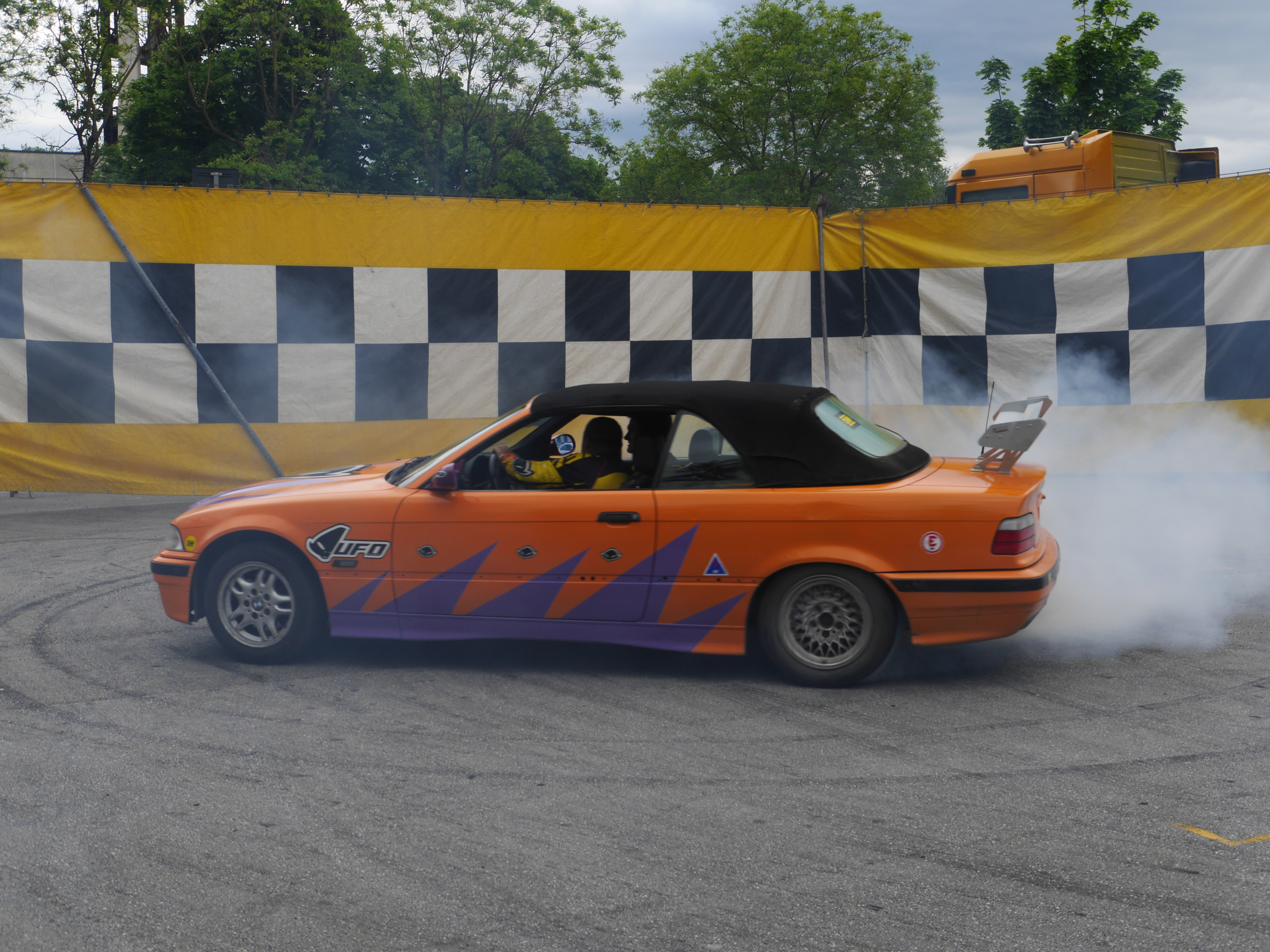
Un testacoda eseguito con il freno a mano che agisce sulle ruote posteriori, Stunt Drivers Team a Perugia.

Si parla di testacoda quando l'auto compie una rotazione di almeno 180 gradi prima di fermarsi: il nome deriva dal fatto che, in questo caso, la sua parte anteriore ("testa") si viene a trovare dove prima era quella posteriore ("coda") e viceversa. La rotazione però può essere anche di 360 gradi o addirittura di più giri, specie se la velocità dell'auto è molto alta.

## Cause
Il testacoda può avvenire in varie circostanze:
- In curva, quando le ruote posteriori perdono aderenza (a causa dell'eccessiva velocità, oppure di buche, macchie d'olio, sassi o altro) e iniziano a slittare lateralmente verso l'esterno, se il pilota non reagisce immediatamente controsterzando, l'angolo di sbandata (cioè l'angolo tra la direzione di marcia e quella in cui è rivolto il veicolo) aumenta sempre di più e l'auto va in testacoda ed esce di strada all'esterno della curva. In determinate condizioni (velocità particolarmente elevata, baricentro alto, urto contro ostacoli bassi, caduta in una scarpata, eccetera) l'auto si può anche ribaltare.
- Durante una frenata violenta, il peso della vettura si appoggia prevalentemente sulle ruote anteriori: la frenata perde quindi di efficacia su quelle posteriori, e soprattutto se la frenata viene effettuata in curva o con l'auto non perfettamente dritta, il posteriore della vettura può scivolare via lateralmente provocando il testacoda o come nel caso precedente, a volte anche il ribaltamento.
- In uscita di curva, con una vettura a trazione posteriore, se il pilota apre l'acceleratore troppo bruscamente, l'auto va in violento sovrasterzo e se il pilota non lo controlla, sbanda e va in testacoda, spesso uscendo di strada verso l'interno della curva.
- Provocato volontariamente azionando il freno a mano in curva. Tale freno infatti agisce sulle sole ruote posteriori: frenando in curva esse si bloccano e scivolano immediatamente. Questa manovra si può eseguire ad esempio per invertire la direzione con rapidità o in spazi ristretti; richiede però molta perizia ed esperienza per essere eseguita correttamente, in caso contrario va evitata in quanto si possono provocare incidenti.